# 木原光知子
木原 光知子（きはら みちこ、1948年〈昭和23年〉4月5日 - 2007年〈平成19年〉10月18日）は、日本の元水泳選手で、タレント・実業家・スイミングアドバイザー、「ミミスイミングクラブ」創立者。競技の現役時代、タレント時代前期、実業家としての名前は本名の「木原美知子」となっている。実兄はJU岡山理事長・JU中四国会長を歴任し現在はミミスイミングクラブを経営するK&Mインターナショナル代表取締役の木原信良。愛称は「ミミ」。身長168cm（1975年7月）。

## 来歴・生涯
兵庫県明石市で生まれ、岡山県岡山市で育つ。岡山市立南方小学校、岡山市立旭中学校、山陽女子高等学校、日本大学文理学部卒業。
小学6年生の時「水泳選手になってオリンピックに出たい」という作文を書き、中学時代から田中聡子のあとの日本水泳界を背負う最大のホープと騒がれる。100m自由形が主であったが、400m自由形や背泳ぎ、バタフライ、個人メドレーなどでもトップクラスのオールラウンダーであった。進学した山陽女子高校には水泳部がなく、また岡山には冬の間泳げる温水プールはなく、和歌山県白浜や広島県呉市の海上自衛隊の室内プールに通う。
高校在学時に1964年東京オリンピックに出場し「ミミ」の愛称で一躍アイドル選手となった。競技を引退後は東レの水着モデルを務めるなどタレントに転向。その後、東レ関連会社の役員や自らの水着ブランドや水泳教室を運営するなどビジネス界に進出。40歳を超えてからマスターズ競技に復活し日本記録を樹立している。また各種スポーツ団体や岡山県関連の理事・委員に加え、2005年より日本水泳連盟初の女性理事を務めるなど多方面で活躍していた。
2007年10月13日、神奈川県平塚市内のプールで親子水泳教室の指導中に倒れ、意識不明のまま、平塚市民病院に搬送された。一時は意識を回復したものの、同18日午前1時25分、クモ膜下出血のため死去。59歳没。戒名は寶珠院秀泳智照大姉。葬儀は築地本願寺にて社葬で執り行われ、喪主は兄の木原信良が務めた。死去した10月18日に遡って、日本政府より旭日小綬章が贈られた。
2009年10月、岡山県総合グラウンド内に顕彰碑が建立された。

## 主な競技歴
- 1962年
  - 岡山で第17回国民体育大会 中学生でありながら一般の部に出場。100m背泳ぎ3位入賞[7]
- 1963年
  - 第3回全国中学校選抜水泳競技大会 100m自由形、100m背泳ぎ、200m個人メドレーの3種目を制覇
- 1964年
  - 7月19日 全日本水泳選手権 100m自由形 優勝（1分3秒8 日本新記録）
  - 10月 東京オリンピックに出場。400mメドレーリレー 4位入賞、100m背泳ぎ 落選、400mリレー 落選[8]
- 1965年
  - 9月 第20回岐阜国体 100m自由形（日本新記録樹立）
- 1966年
  - 7月 全国高校水泳競技大会（青森） 100m・200m自由形 優勝
  - 8月 全日本水泳選手権 100m・200m自由形 優勝
  - 12月 第5回アジア大会（バンコク） 100m・200m自由形 優勝、400mリレー、メドレーリレー 優勝
- 1967年
  - メキシコプレオリンピック 100m自由形 金メダル、200m自由形 銀メダル
  - 7月 全国大学女子大会 100m・400m自由形 優勝
  - 8月 全日本水泳選手権 200m・400m自由形 優勝

### マスターズ
- 1986年 第1回世界マスターズ水泳大会（東京） 50m背泳ぎ 優勝（マスターズ世界記録）
- 1997年 ウーマンズ・スイム・フェスティバル'97 50m自由形 優勝（マスターズ日本記録）
- 2000年 第8回世界マスターズ水泳競技大会（ドイツ・ミュンヘン） 50m背泳ぎ 優勝
- 2003年 ウーマンズ・スイム・フェスティバル2003 50m自由形（マスターズ日本記録）
- 2004年 第10回世界マスターズ水泳競技大会（イタリア・リッチオーネ） 50m自由形 3位（マスターズ日本新記録）、50m背泳ぎ 優勝

## 主な出演歴

### モデル
- 1967年1月 日大水泳部を退部。東レ専属の水着モデルとなる（東レキャンペーンガール参照）。
- 1984年 大磯ロングビーチキャンペーンキャラクター
  - 同年はファミリー層へのアピールを重要視したためか、木原の前後数年続く外国人女性モデル（1979年 - 1981年のアグネス・ラム、1988年のヒロコ・グレースなど…日本人とのマッシュアップを含む）ではなく、当時36歳ながら木原が起用される。メインビジュアルは、波のプールで木原（同広告のイメージカラーである蛍光ピンクのワンピース水着を着用）が複数の女子児童とビーチボールで遊ぶという設定だった。

### 映画
- 1978年 火の鳥
- 1982年 夏の秘密
- 1984年 もうひとつの少年期
- 1992年 ランニング・フォーエバー

### テレビ
＜ドラマ＞
- 金メダルへのターン!（1970年、フジテレビ） - 本人役での出演
- 明日がござる（1975年、TBS） - 杉本力役
- ベルサイユのトラック姐ちゃん（1976年、NET） - 岡野小百合役
- 今日だけは（1977年、TBS） - 木綿子役
- 非情のライセンス 第2シリーズ 第119話「替玉」（1977年、テレビ朝日） - 原朋子役
- 優しい時代（1978年、NHK総合） - 先生役
- たんぽぽ 第5シリーズ（1978年、日本テレビ）
- ゆうひが丘の総理大臣（1978年、日本テレビ） - 山森久子役
- 道（1978年、TBS） - 夏子役
- おんな太閤記（1981年、NHK総合 大河ドラマ） - 進之介役
- サントリーミステリースペシャル 「澪つくし高校連続殺人事件」（1985年、朝日放送テレビ） - 丸山哲子 役
- まんが道（1986年、NHK総合 銀河テレビ小説） - 梅木春子役

＜バラエティ・クイズ＞
- 東芝ファミリーホール特ダネ登場!?（日本テレビ）
- 連想ゲーム（1974年11月〜1975年10月、NHK総合）
- カップル誕生（1975年10月3日〜1976年7月9日、東京12チャンネル（現・テレビ東京））
- クイズDEデート（1977年、関西テレビ）
- Do-Up歌謡テレビ（1984年、テレビ朝日）
- ライオンのおしゃべりな夜（1987年、テレビ東京） - トーク番組、池畑慎之介（ピーター）とともに司会を務めた。

＜その他＞
- ミミの体当たりレポート（提供・防衛庁、1973年10月 - 1974年）

フジテレビ系列で全国ネットの予定が、自衛隊宣伝番組だったため各地の反対運動により、青森テレビのみで放送された。
- 母と子の水泳教室（NHK教育） - 学童の夏季休暇期間に放送
- みのもんたの朝ズバッ!（TBS）

### ラジオ
- おしゃべりクイズ疑問の館（NHKラジオ第1） - 不定期出演
- 木原光知子のさわやか訪問（朝日放送ラジオ）

### コマーシャル
- 日清製油（現・日清オイリオグループ）（日清サラダ油セット） - 1977年以降長期出演。
- 日本生命 健康キャンペーン（1986年）

### シングル
- センチメンタル渚／最後のマッチ（1977年発売）
- みじかい爪／画家とモデル（1982年10月発売）

## その他の略歴
- 1976年5月 東レエンタープライズ株式会社取締役に就任
- 1978年7月 青梅市東原公園水泳場のコーチに就任
- 1990年10月 日本スポーツ産業学会理事に就任
- 1991年 笹川スポーツ財団評議員に就任
- 1992年9月 社団法人日本プールアメニティ施設協会理事に就任
- 1993年 財団法人橋田文化財団評議員に就任
- 1996年4月 ダブルダッチ協会会長に就任
- 1999年7月 社団法人日本マスターズ水泳協会理事に就任
- 2003年
  - 3月 財団法人上月スポーツ財団理事に就任
  - 4月
    - 財団法人日本水泳連盟総務委員・広報委員に就任
    - 東レエンタープライズ株式会社顧問に就任
- 2005年
  - 4月 財団法人日本水泳連盟理事（特命事項担当）に就任
  - 6月 トータル・オリンピック・レディース会（略称：TOL会）会長に就任

## その他
- 中学時代は学校にプールがなく、軟式テニス部に所属[3]。
- 低音でハスキーな独特の声が特徴であった。
- ニックネームは「ミミ」（母親が子供の頃に付けたもの）。
- タレントに転向したのは、佐良直美と知り合ったことがきっかけの一つだった[9]。
- 1994年に友人関係だった美川憲一との結婚の噂が週刊誌を中心に飛び交ったが、全くの誤報であった。
- 美川のほか、中尾ミエとも親交が深かった（『徹子の部屋』での木原追悼特集時には中尾が親友として出演していた）。
- 美川、中尾、橋田壽賀子や石井好子などとも交流があり、芸能関係者へ水泳を奨めて自ら指導を行っていた。石井とは年齢の差を超えて公私ともに親しく、木原が倒れた日は石井と会食の予定が入っており、最期も親族とともに看取り、葬儀の際には弔辞を読んだ。
- バドミントン選手の湯木博恵は山陽女子高の同期である。